# Andreas-Tragaltar

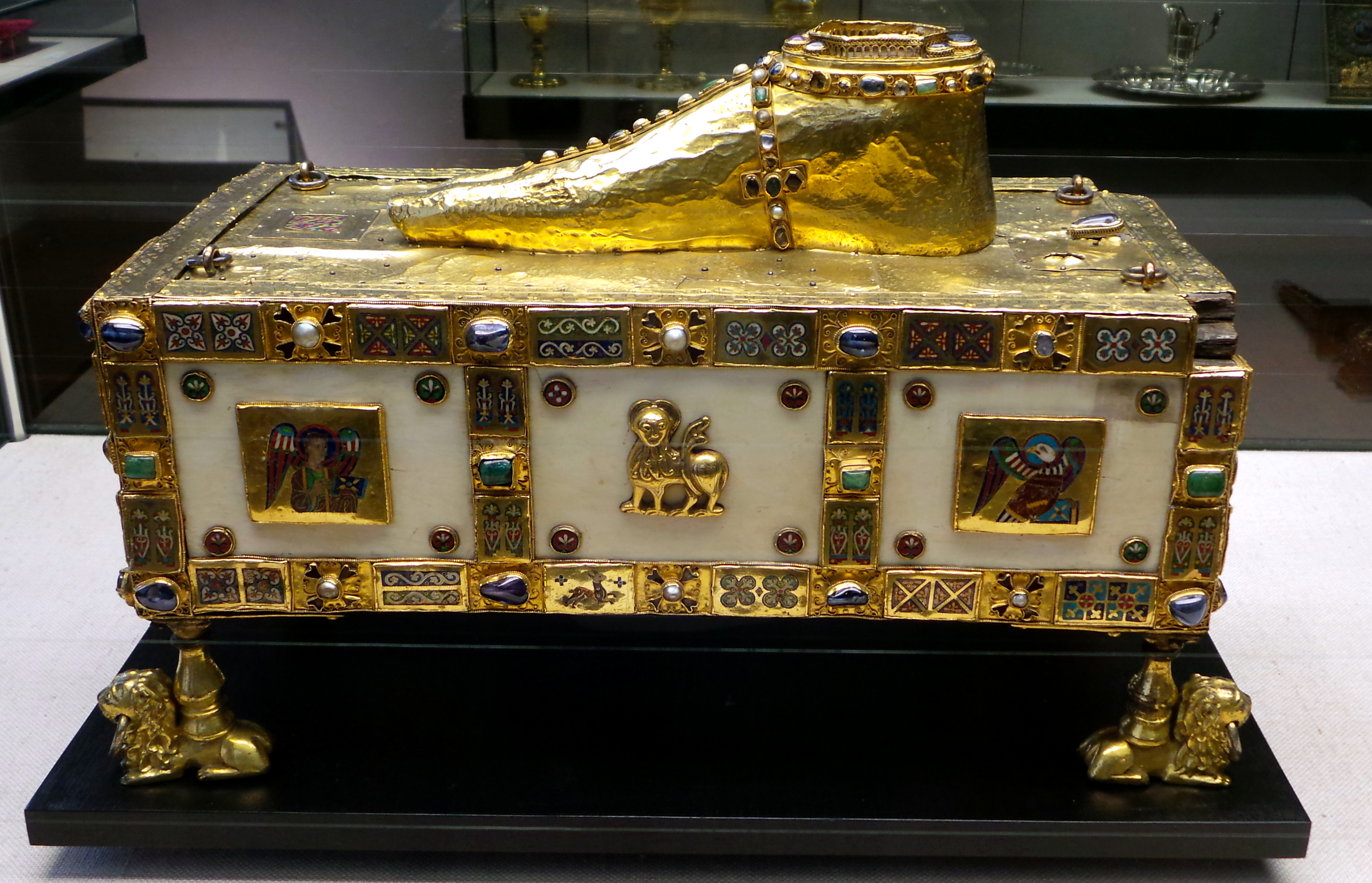
Andreas-Tragaltar oder Egbert-Schrein aus der Egbert-Werkstatt

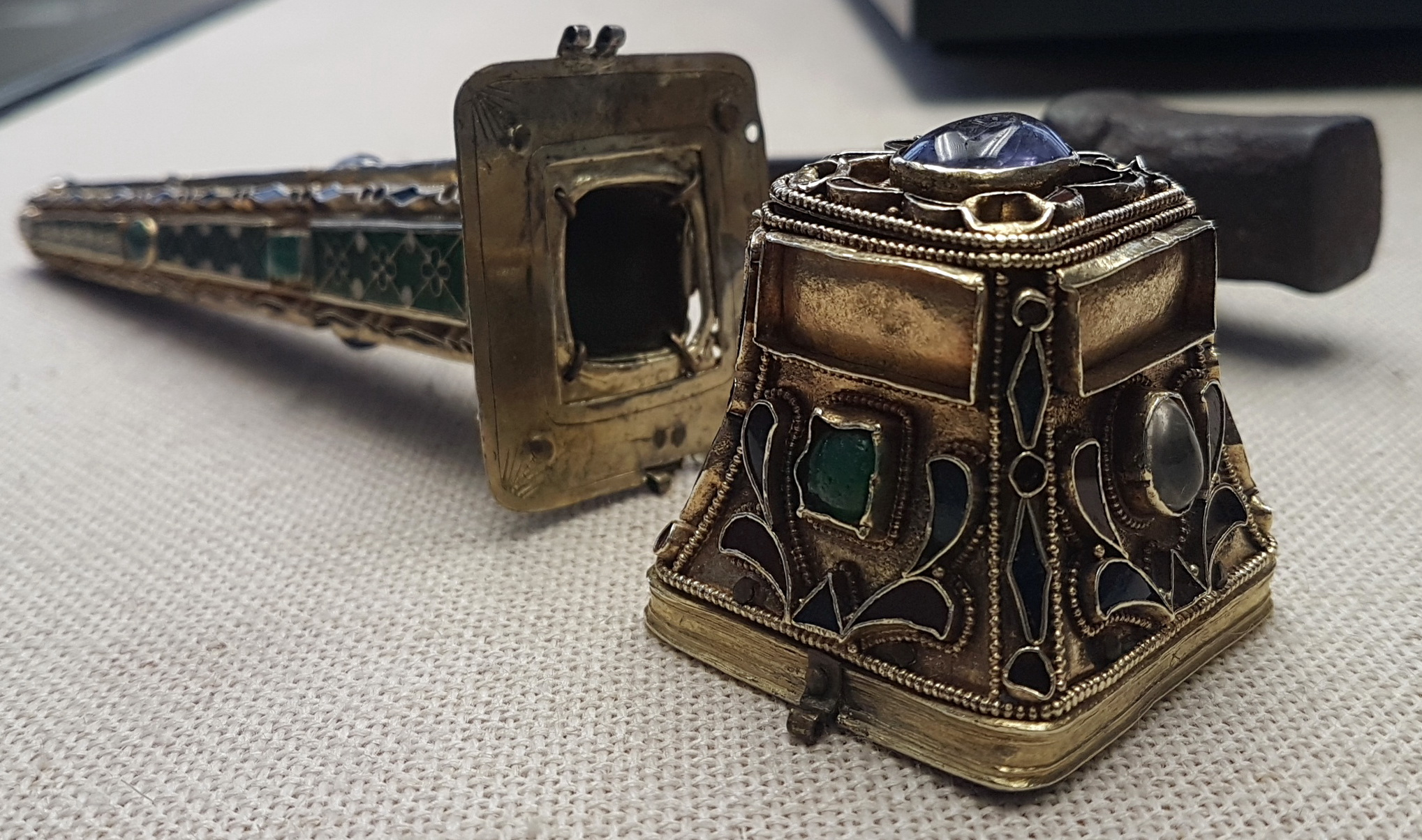
Reliquiar des heiligen Nagels (vorher im Egbert-Schrein aufbewahrt)

Der Andreas-Tragaltar oder Egbert-Schrein ist ein kastenförmiges Sammelreliquiar, das im Trierer Dom aufbewahrt wird. Es handelt sich um eines der bedeutendsten Werke der ottonischen Goldschmiedekunst.
Das Reliquiar wurde in den Trierer Egbert-Werkstätten im Auftrag des Erzbischofes Egbert von Trier angefertigt, den eine Inschrift als Stifter des Reliquiars aufweist. Den Namen Andreas-Tragaltar erhielt das Reliquiar nach der wichtigsten in ihm verwahrten Reliquie, einer Sandale des Apostels Andreas. Außer dieser befanden sich in dem Reliquiar Glieder der zur Fesselung des Heiligen Petrus benutzten Kette, Barthaare dieses Heiligen, ein Nagel vom Kreuz Christi sowie die Trinkschale der Heiligen Helena.
Das Reliquiar ist kastenförmig, die Kantenlänge beträgt etwa 45 × 22 cm. Der Kasten steht auf vier von liegenden Löwen getragenen Säulchen. Auf dem Schiebedeckel befindet sich der fast lebensgroße Fuß des Apostels Andreas, der aus Goldblech getrieben ist, und der auf die im Kasten befindliche Reliquie verweist. Die Längsseiten des Reliquiars sind in drei Felder unterteilt, die jeweils aufwändig mit Rahmen aus sich abwechselnden Emailtäfelchen, die florale Motive zeigen, und Filigranfeldern mit einem mittigen Edelstein umgeben sind. In den vier äußeren Feldern befinden sich in Elfenbeinplatten gesetzte größere Senkschmelzen mit den Symbolen der vier Evangelisten, die motivisch von der zeitgleichen Trierer Buchmalerei beeinflusst sind. Besonders deutlich sind die Ähnlichkeiten zu den Evangelistensymbolen im vom sog. Meister des Registrum Gregorii malerisch überarbeiteten Strahov-Evangeliar. In den mittleren Feldern des Schreins befindet sich jeweils ein goldener, gegossener Löwe. Die Schmalseiten sind in gleicher Weise gerahmt, sie ziert jeweils eine runde Scheibe, die von Perlen eingerahmt ist, auf der Fersenseite handelt es sich bei dieser Scheibe um eine merowingische Spolie in Form einer Almandinscheibe mit einer Goldmünze des byzantinischen Kaisers Justinians im Zentrum.

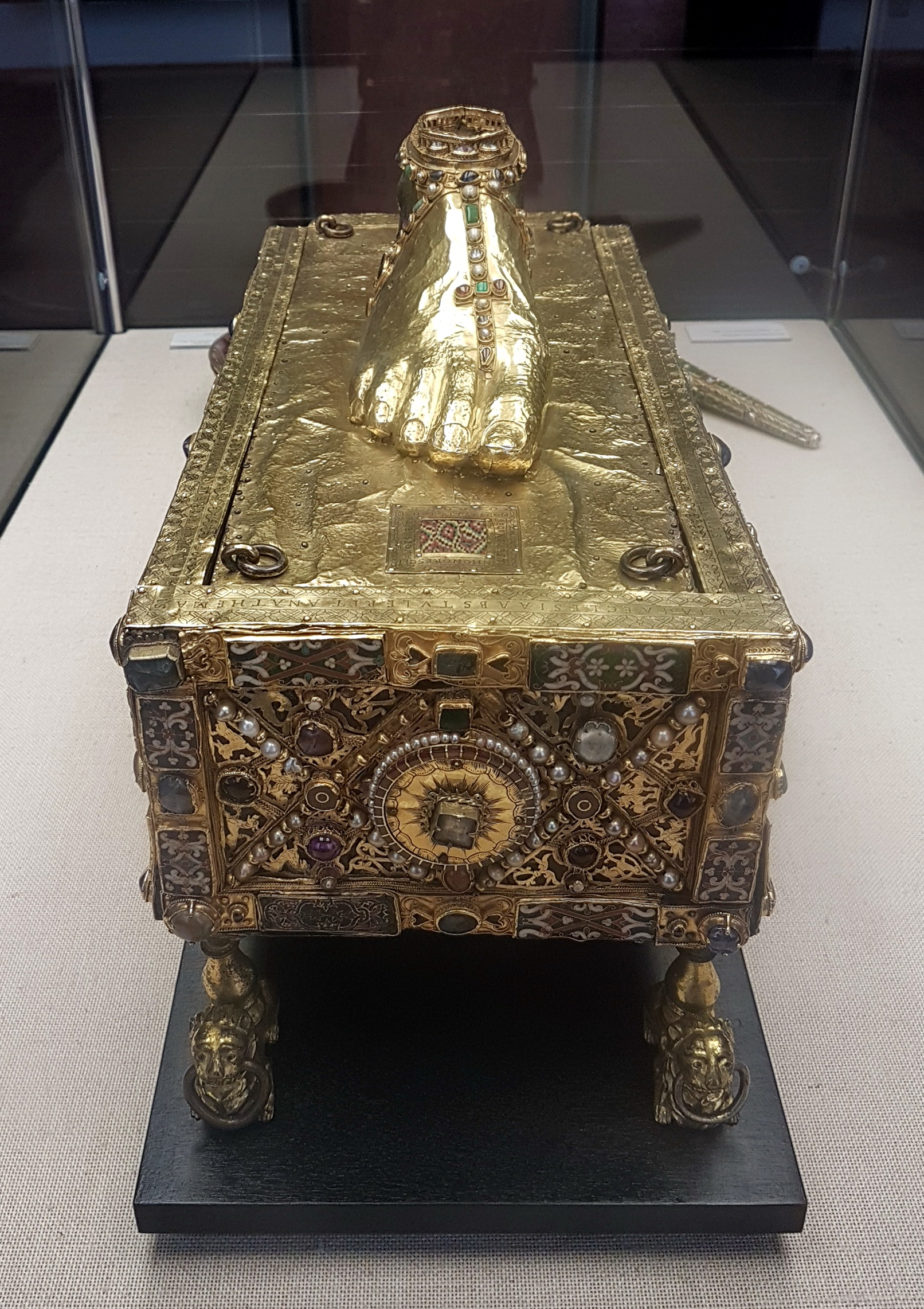
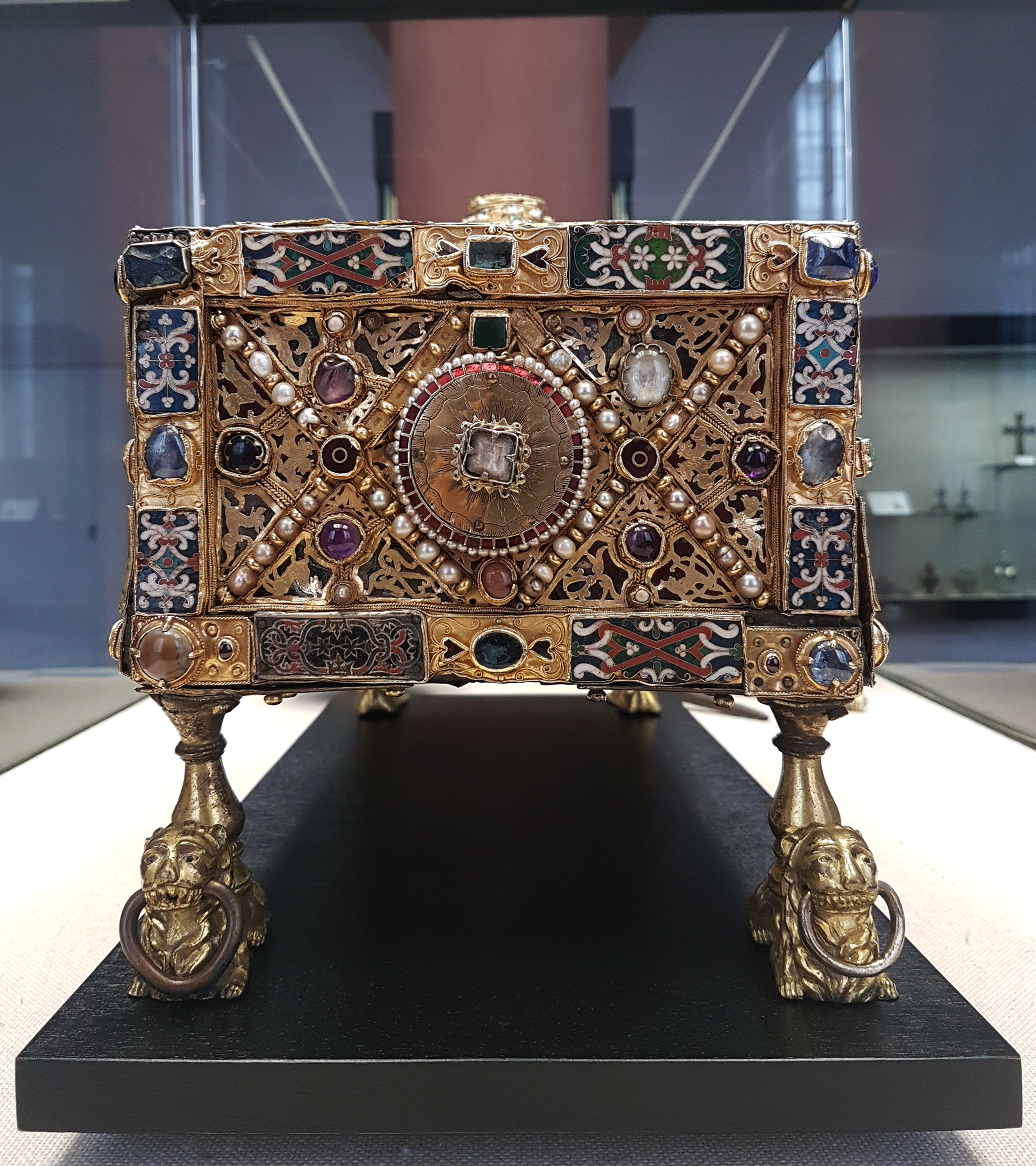
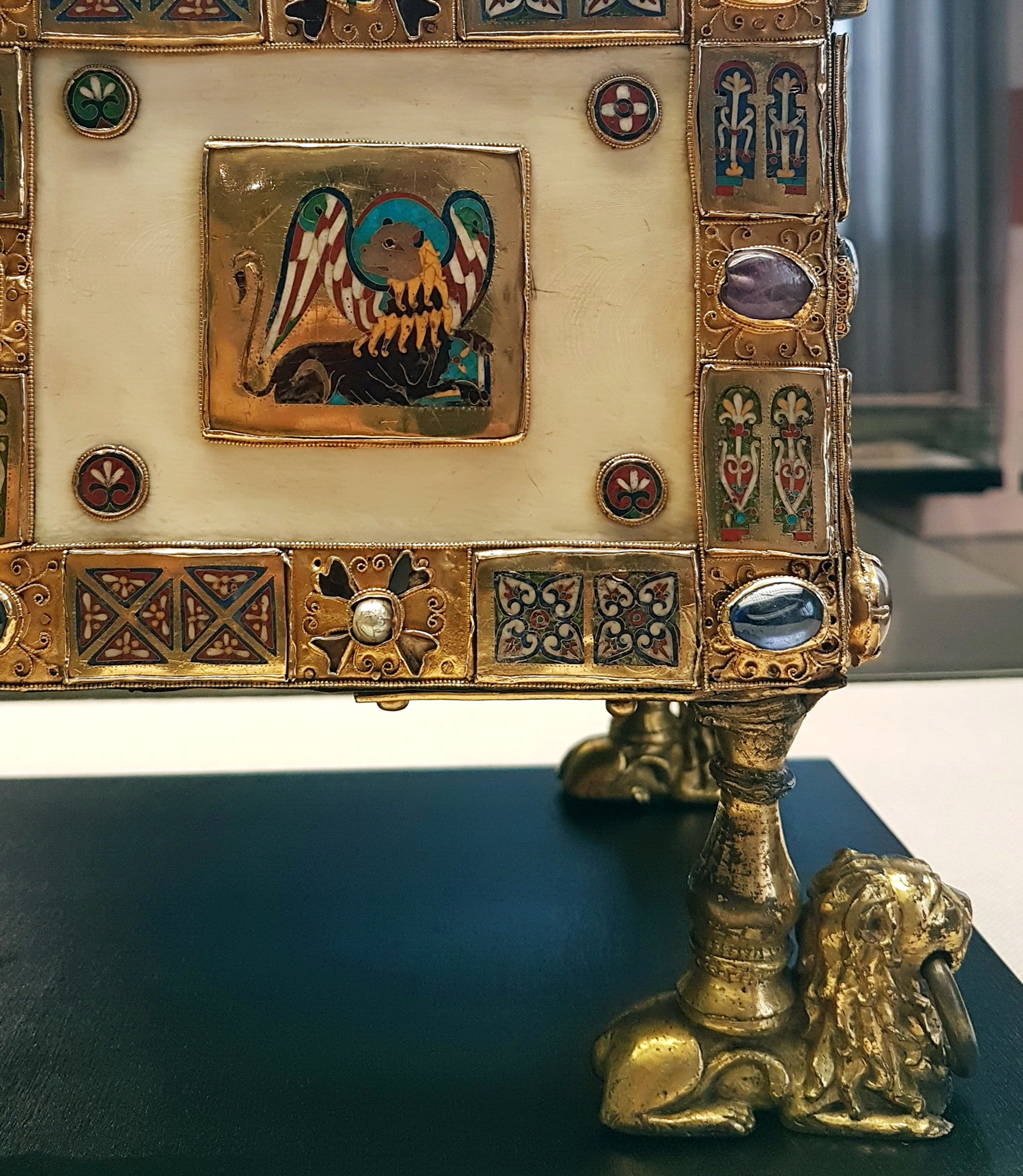
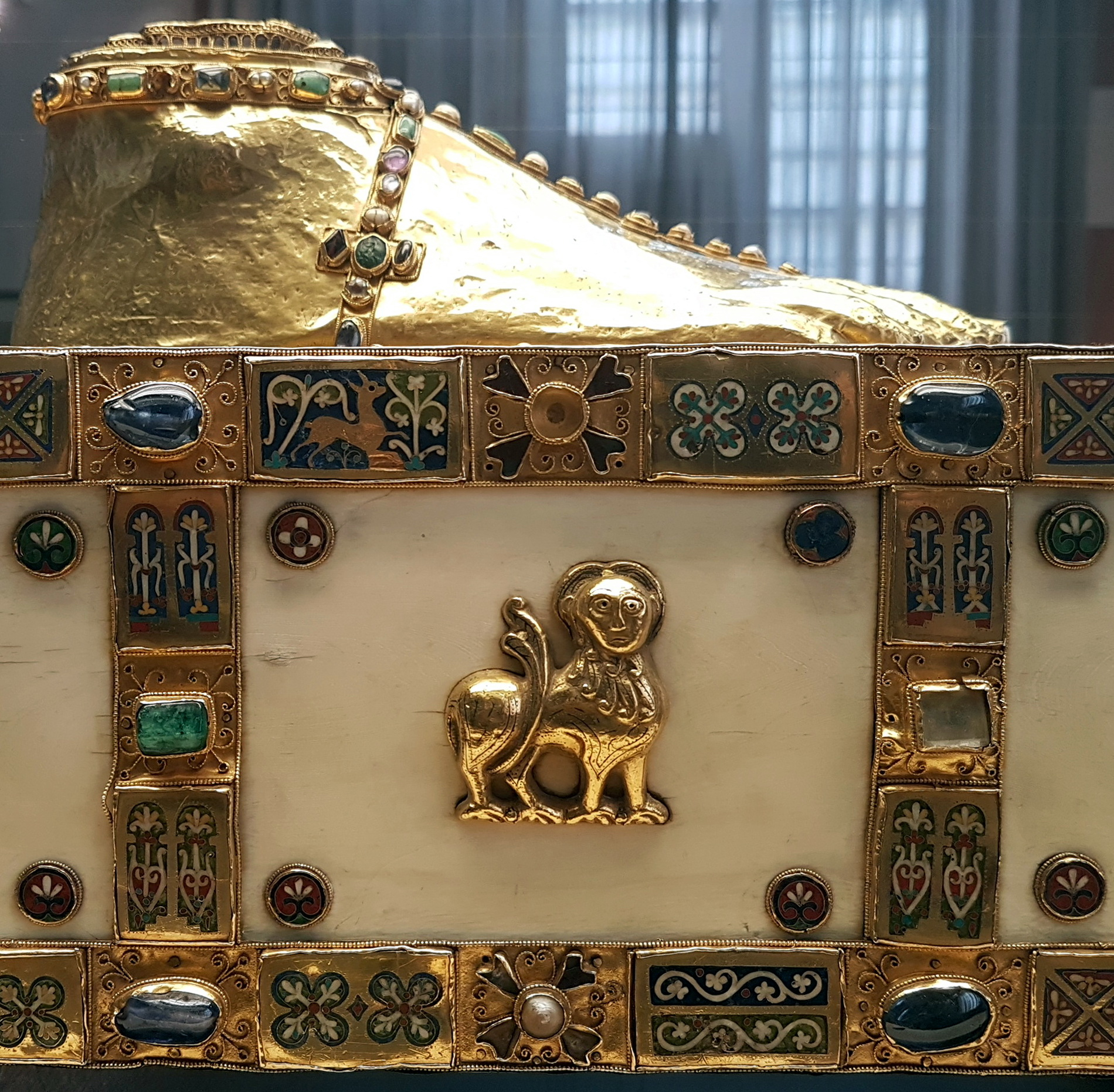